# Амслен
Америка́нский же́стовый язы́к, а́мслен (от англ. American Sign Language, англ. ASL) — основной жестовый язык в сообществах глухих США и англоговорящих частей Канады. Кроме того, на диалектах амслена или его креолах говорят во многих странах мира, в частности, большинстве стран Западной Африки и части стран Юго-Восточной Азии. Амслен произошёл от французского жестового языка, 43 % жестов в этих языках идентичны, однако он подвергся интенсивной креолизации. Несмотря на то, что в Австралии, Великобритании, Новой Зеландии и США используется один и тот же устный язык — английский, жестовые языки в первых трёх странах относятся к семье британского жестового языка и не взаимнопонятны с амсленом, даже несмотря на сильное влияние английского на все перечисленные языки.
Амслен появился в начале XIX века в Американской школе для глухих, расположенной в Хартфорде, основанной Томасом Гэллодетом в 1817. В ней использовались педагогические методики Парижского института глухих детей, включая использование французского жестового языка. Так как в школу поступали дети, знавшие другие жестовые языки, в ситуации языкового контакта появился американский жестовый язык.
Несмотря на широкое использование амслена, не было проведено ни одного надёжного исследования количества его носителей, однако в 1972 году было проведено исследование, примерно рассчитавшего количество людей, его использующих: от 250 до 500 тысяч.
Как и у других жестовых языков, жест амслена имеет несколько компонентов, включая форму руки, её ориентацию в пространстве, место исполнения и тип движения. Кроме того, жест может включать немануальный компонент, включающий выражение лица и положение головы и тела. Грамматика амслена совершенно не родственна английской, а заимствованные из английского языка слова почти всегда передаются пальцевым алфавитом. В амслене имеются согласование и видовое маркирование глаголов, а также продуктивное образование классификаторов. Большинство учёных придерживается мнения, что типология порядка слов амслена — SVO или SOV. С другой стороны, амслен имеет нетипичные для креольского языка признаки, такие как агглютинативная морфология.
По мнению известного лингвиста Стивена Пинкера, американский жестовый язык не похож на английский и на английский жестовый, особенности согласования и родовая система в нем больше напоминают системы в языке навахо или языках банту.

## Классификация
Языки, креолизировавшиеся с французским жестовым языком, испытали влияние британского жестового языка. Около 58 % знаков современного амслена являются когнатами слов старофранцузского жестового языка, что, однако, недостаточно для определения идиомов как диалектов (требуется 80-процентное соответствие). Лоран Клерк говорил, что часто сам учился у учеников жестам, а не заставлял их пользоваться французскими.
Распространена точка зрения, согласно которой амслен является креольским языком, где французский жестовый язык был суперстратом, а местные жестовые языки были субстратом, однако недавние исследования показывают, что в амслене отсутствует множество характерных для креольских языков особенностей. Амслен мог появиться как креольский, а затем подвергнуться структурным изменениям, а мог никогда не быть таковым. Все жестовые языки имеют тенденцию к агглютинации и изолирующей морфологии, кроме того, Клерк и Гэллодет могли учить детей калькированному языку, а не жестовому.
Имеются доводы в пользу дальнего родства амслена с языками британской семьи жестовых языков через жестовый язык Мартас-Винъярд, но эта гипотеза считается недоказанной.
От 37 до 44 процентов знаков амслена идентичны ауслану, что для устных языков означает, что они принадлежат к одной языковой семье, однако, в случае с жестовыми языками это может являться следствием большого влияния немануальных компонентов и контактом с английским.

## История
До появления амслена в США было распространено несколько жестовых языков, так как дома в семьях с глухими детьми обычно разрабатывали домашние жестовые языки, которые зачастую становились более гибкими, сложными и развитыми, чем массово используемые жестовые языки. В 1541 году при первых контактах Франсиско Васкеса де Коронадо с индейцам Великих равнин обнаружил местный жестовый язык, использовавшийся для межъязыковых контактов.
В XIX веке в Новой Англии существовало три деревенских жестовых языка — Сэнди-Риверский, Мартас-Винъярдский и Хенникерский. Мартас-Винъярдский жестовый язык сыграл особенно большую роль в развитии амслена, он был распространён в Чилмарке. Из-за близкородственных браков между поселенцами там было около 4 % глухих жителей, и слышащие говорили на жестовом языке в присутствии глухих.
Основатель Американской школы для глухих, Томас Гэллодет, был впечатлён способностями глухой девочки по имени Элис Когсуэлл и отправился в Европу за знаниями по методике преподавания глухим детям. Гэллодет убедил Лорана Клерка, ассистента Шарль-Мишеля де л’Эпе, поехать с ним в США. По возвращении Гэллодет основал Американскую школу для глухих 15 апреля 1817.
Поначалу самая большая группа учеников в школе была приехавших из Мартас-Винъярд, они все говорили на местном жестовом языке. Кроме того, 44 человека были уроженцами окрестностей Хенникера, а 27 — Сэнди-Ривер. Другие учащиеся также пользовались своими домашними жестовыми языками. В результате амслен впитал особенности всех языков, образовавших его. Среди первых учеников Гэллодета был портретист Джон Брюстер, которому к тому моменту уже был 51 год.
После Американской школы для глухих было открыто несколько школ, где также распространился амслен, кроме того, в этот момент произошёл подъём организаций и сообществ глухих, что усилило его использование. Общества глухих проводили национальные съезды, на которые приглашали носителей жестовых языков со всей страны, что вызвало распространение жестового языка по большой территории, а это нетипично для жестовых языков.
До 1950-х годов доминирующим методом обучения был оральный, в котором главное внимание было уделено пониманию и говорению на устном языке. Лингвисты считали, что жестовый язык — это не настоящий, не полноценный язык. Это мнение изменилось благодаря Уильяму Стоуки, приехавшему в Галлодетский университет в период отрицания важности жестового языка. Вместе с активистами за гражданские права Стоуки в 1960-х пропагандировал мануализм, подразумевавший использование жестового языка в обучении. Стоуки обнаружил, что у жестовых и устных языков много общего, а также создал систему записи жестовых языков — нотацию Стоуки. В 1960-х годах амслен назывался по-английски «Ameslan» (отсюда русский термин), но в наше время данное обозначение считается устаревшим, а используется слово «ASL».

## Количество носителей
Подсчёт числа носителей амслена затрудняется тем, что вопрос о владении им никогда не включался в переписи в США. Основным источником оценки числа носителей амслена в США является Национальная перепись глухих, проведённая Шейном и Делком (англ. Schein and Delk) в 1974 году. На основании опроса 1972 года они сообщили о том, что число носителей оценивается в 250 000—500 000 человек. В опросе не указывался конкретный жестовый язык, а сам термин «амслен» ещё не был широко распространён.
Зачастую из-за недопониманий публикуются неверные данные о количестве носителей амслена; эти цифры путаются с общим числом глухих американцев, но позднооглохшие люди обычно не используют жестовый язык дома. Данные о том, что количество носителей больше полумиллиона, ошибочны. Нижняя граница количества носителей — 100 000 человек, неизвестно, откуда получены эти данные, возможно, это количество лиц с врождённой глухотой.
Амслен часто неверно называют третьим или четвёртым по распространённости языком в США, это ошибка цитирования Шейна и Делка, пришедших к выводу, что носители амслена — третья по величине группа людей, которым требуется переводчик в суде, что делает его третьим по распространённости языком монолингв, но не третьим по распространённости вообще.

## Географическое распределение
Амслен распространён по всей Англо-Америке, в отличие от Европы, где на небольшой территории используется несколько разных жестовых языков. На распространение амслена, вероятно, повлияло появление школ для глухих детей по образцу американских, а также подъём организаций глухих.
В Западной Африке образованные глухие взрослые говорят на жестовых языках, произошедших от амслена, и они часто считаются официальными жестовыми языками организациями глухих в этих странах: нигерийский жестовый язык, жестовый язык Ганы. Такие языки обнаружены в Бенине, Буркина-Фасо, Кот-д’Ивуаре, Гане, Либерии, Мавритании, Мали, Нигерии и Того. Из-за недостатка данных не ясно, насколько они близки американскому амслену.
Кроме того, имеются данные о том, что разновидность амслена используется глухими в качестве первого языка в Боливии, Барбадосе, Центральноафриканской Республике, Чаде, Гонконге, Демократической Республике Конго, Габоне, Ямайке, Кении, Мадагаскаре, Филиппинах, Сингапуре и Зимбабве.

## Разновидности
- Варианты слова «about» в канадском амслене
- Общеканадский амслен[45]
- Атлантический вариант[45]
- Вариант Онтарио[45]

Известно о множестве разновидностей и вариантов амслена в США и Канаде.

Так же, как и в устном языке существуют акценты, в жестах также имеются вариации. Люди с юга жестикулируют медленнее, чем северяне, различия имеются даже между югом и севером Индианы.— Walker, Lou Ann. A Loss for Words: The Story of Deafness in a Family (англ.). — New York: HarperPerennial, 1987. — P. 31. — ISBN 0-06-091425-4.
Между вариантами амслена высока взаимопонятность, а различия затрагивают, в основном, лексику. К примеру, в канадском амслене имеется три разных слова для обозначения понятия (англ. about) — стандартная и две региональных. Отличия могут затрагивать также фонетику, то есть, то, как выполняется жест. К примеру, наиболее часто вариативности подвергаются формы /1/, /L/ и /5/ Афроамериканцы пользуются отдельной разновидностью амслена, которая появилась из-за сегрегации, так как афроамериканцы учились в отдельных школах. Эта разновидность амслена отличается словарём, фонетикой и грамматической структурой, и, тогда как афроамериканский английский обычно считается более модернизированной версией английского, жестовый язык афроамериканцев, напротив, более консервативен, многие знаки в нём сохранились в своей исходной форме. Основные особенности афроамериканского жестового языка — большее количество двуручных жестов, менее выраженное ассимилятивное ослабление жестов, исполняющихся у лба (например, «знать»), а также использование большего пространства для жестов. В амслен афроамериканцев переходят идиомы негрского английского языка, к примеру, выражение «I feel you» калькировано в жестовый язык.
Несмотря на использование амслена в качестве лингва франка, в некоторых странах появились собственные разновидности с варьирующей степенью отличий: боливийский жестовый язык, к примеру, является диалектом амслена, не более отличающимся от амслена, чем другие его разновидности, с другой стороны, малайский жестовый язык, произошедший от амслена, стал с ним взаимонепонятен и считается отдельным языком.
При общении со слышащими носители амслена часто используют англо-жестовый пиджин, смесь английского языка с амсленом, и у него также есть варианты разной степени понятности с амсленом. Пальцевый алфавит в пиджине используется более активно, чем в обычном амслене. Калькирующая жестовая речь, то есть английский язык, в котором все слова заменены жестами, не является разновидностью амслена.
Тактильный жестовый язык «Tactile ASL» — разновидность амслена, использующаяся для общения со слепоглухими людьми. Его особенно часто используют люди с синдромом Ушера из Луизианы и Сиэтла. Этот синдром проявляется во врождённой глухоте и прогрессирующей потере зрения в старшем возрасте, и, как следствие, люди с ним растут в контакте с глухими, учась у них амслену, который позже сменяет Tactile ASL. TASL отличается от амслена некоторыми особенностями грамматики, связанными с невозможностью использования мимики, а также тем, что все знаки производятся касаниями ладони.

## Статус
Амслен не является международным жестовым языком, хотя используется в нескольких странах в качестве лингва франка. В США и Канаде при необходимости в случае обращения в государственные органы предоставляются переводчики амслена.
Амслен стигматизирован из-за представлений о жестовых языках как о неполноценных, а также из-за того, что его часто записывают английскими словами.
Большинство детей глухих родителей не имеют проблем со слухом, для их обозначения используется термин CODA (англ. Children Of Deaf Adults). Они часто более вовлечены в сообщество глухих, чем глухие дети, большинство которых рождено слышащими родителями. В отличие от глухих детей, дети глухих родителей обычно воспринимают культурные ценности глухих и амслен с рождения, являясь билингвами; зачастую они считаются труднообучаемыми или имеющими проблемы с языком из-за предрассудков, связанных с жестовыми языками.

## Системы письменности
У амслена нет единой письменности. Имеющиеся системы письменности используются небольшим числом носителей.
Первая систематизированная система записи жестового языка была изобретена в 1825 году Рош-Амбруазом Бебианом, хотя она оставалась крайне непопулярной среди носителей.
В 1960-х годах лингвист Уиллиам Стоуки изобрёл нотацию своего имени для амслена. Она алфавитная, каждая хирема (положение руки, аналог фонемы), ориентация и позиция обозначаются буквой с диакритическими знаками, однако из-за отсутствия сведений о выражении лица, она более подходит для записи отдельных слов, а не предложений. Стоуки использовал эту систему в словаре A Dictionary of American Sign Language on Linguistic Principles (1965 год).
Первая получившая популярность система записи жестового языка — SignWriting, созданная в 1974 году Валери Саттон, в ней имеется 500 исходных форм, она используется в некоторых школах для глухих, а также взрослыми носителями. SignWriting — не фонемная орфография, и между жестами и записью нет 100-процентного соответствия.
В академической среде чаще всего пользуются системой HamNoSys, созданной в Гамбургском университете. Она основана на нотации Стоуки, но количество символов увеличено до 200, чтобы передавать жесты любого жестового языка. Фонологические особенности обычно передаются отдельными символами, а группы особенностей, дополняющих жест, обозначаются одним символом все в совокупности.
Кроме перечисленных, имеются и другие системы записи: Sign Script, Si5s, ASL-phabet.
В текстах, предназначенных для англоговорящих, амслен обычно глоссируют английскими словами, расположенными в порядке слов, типичном для амслена, и набранных заглавными буквами. К примеру, «собака гонится за кошкой» (англ. the dog is chasing the cat) передаётся как DOG NOW CHASE>IX=3 CAT, причём слово «NOW» (сейчас) используется для передачи длительности действия, а спряжение глагола в третьем лице записано конструкцией «>IX=3». Этот метод не используется для записи языка носителями или для них.

## Фонетика
- Основная статья: Фонология амслена[англ.]

- Дистинктивные признаки в амслене
- Фонема /2/
большой палец прижат[63]
- Фонема /3/
большой палец отогнут[63]

Каждый жест в амслене состоит из так называемых дифференциальных признаков: одна рука используется или две, форма руки, ориентация и место исполнения жеста, а также движения. Изменение любого из них может повлиять на смысл. В качестве примера приведены жесты «думать» и «разочарован»:
| форма руки | кулак с отогнутым указательным пальцем |
| ориентация | повёрнут к телу говорящего             |
| место      | кончик пальца касается лба             |
| движение   | единственное                           |

| форма руки | аналогично «думать»               |
| ориентация | аналогично «думать»               |
| место      | кончик пальца касается подбородка |
| движение   | аналогично «думать»               |

Кроме того, в амслене имеется немануальный компонент, который может включать движения бровей, щёк, губ, носа, головы, торса и глаз.
Стоуки первым провёл аналогию между этими компонентами и фонемами звучащих языков. Кроме того, имеются предположения об аналогичности этих особенностей месту и манере артикуляции. К примеру, жесты для цифр 2 и 3 отличаются отгибанием большого пальца. В амслене имеются аллофония и фонотактические ограничения, а насчёт наличия в нём аналога слогов идёт научная дискуссия.

## Грамматика
- Основная статья: Грамматика амслена[англ.]

Грамматически амслен совершенно не связан с английским языком, в нём нет времён, артиклей, числа, однако имеется сложная пространственно-видовая грамматика, отсутствующая в английском.

### Морфология

#### Иконичность
Распространённая ошибка — считать, что все жесты иконичны, то есть, являются имитацией своего значения или пантомимой, хотя многие жесты не связаны со своим значением, либо из-за потери связи со временем, либо из-за случайного характера появления этих жестов. Тем не менее, многие жесты в амслене иконичны из-за того, что жестовые языки более иконичны, чем устные, сами по себе.
Во время лингвиста Фердинанда де Соссюра предполагалось, что связь между словом и его значением отсутствует, несмотря на существование ономатопоэтических слов (шлёп-шлёп, чирик-чирик), которые считались редкими исключениями. Амслен, как обладатель большого количества иконичных слов, бросает вызов данной теории.
Исследование использования детьми местоимений амслена показывает, что они часто не понимают их иконичность, к примеру, интерпретируя местоимение «ты» (указание пальцем на ребёнка) как своё имя. Аналогичные явления замечены в устных языках. Кроме того, иконичность не влияет на усвоение жеста — неиконичные жесты усваиваются так же хорошо, как и иконичные.

#### Словообразование
Словосложение используется для создания новых слов, которые часто отличаются значением от исходных жестов. К примеру, жесты «лицо» + «сильный» образуют слово «быть похожим, напоминать». В сложных словах происходит элизия:
| отдельные жесты | отдельные жесты | сложный жест |
| --------------- | --------------- | ------------ |
| лицо            | сильный         | лицо^сильный |
| MH              | HMH             | MMH          |

#### Спряжение
Глаголы спрягаются по виду. Длительный вид изображается продлённым действием, а также круговыми ритмичными движениями. Методичность изображается неподвижной рукой.
В амслене широко используется глагольное согласование в субъекте, объекте, числе и взаимности. Глаголы определённого типа (например, «давать») инкорпорируют согласование субъекта и объекта с помощью модификации начала и конца жеста. Спряжение по числу осуществляется изменением пути руки. К примеру, жест «спрашивать, просить» можно выполнить в несколько действий маленькой амплитуды, результирующий знак ASK[exhaustive] означает «спрашивать всех, каждому задать вопрос». Взаимность изображается с помощью выполнения движения одновременно двумя руками. К примеру, если жест «стрелять» (похожий на форму руки, держащей пистолет) исполнить двумя руками, получится жест «стрелять друг в друга».

#### Классификаторы
В амслене есть продуктивная система классификаторов, являющихся частью его грамматической структуры. Морфема каждого классификатора содержит одну фонему. У классификаторов есть два компонента «форма руки классификатора» и «корень движения», с которым он связан. Форма руки изображает предмет, его поверхность, глубину, форму, обычно очень иконично. Корень движения может содержать три морфемы: путь направление и тип, которые являются аффиксами к пути. К примеру, для обозначения бегущего вниз кролика будет использован согнутый V-образный классификатор, который будет двигаться, изображая путь животного, причём, если кролик прыгает, то и движение будет прыгающим.
Частотность классификаторов зависит от стиля: 17,7 % процентов в повествовательной речи, но всего 1,1 % в повседневной и 0,9 % в формальной речи.

#### Дактилология
В амслене имеется 26 пальцевых букв, использующихся для введения английских слов. Часто встречается заблуждение, что амслен состоит только из дактилирования.
Дактилирование — форма заимствования, в амслене оно используется для имён собственных и терминов, у которых нет жеста в амслене. Кроме того, имеются короткие заимствования, являющиеся аббревиатурами английских слов (ON от англ. on и APT от англ. apartment. Кроме того, дактилирование используется для выделения слов, у которых есть жестовый эквивалент.

### Синтаксис
Насчёт порядка слов в амслене ведутся споры (SOV или SVO). Порядок SOV способствует использованию направления в грамматических целях, однако из-за доминирования английского языка в образованных сообществах амслен переходит на порядок SVO. Однако последний вызывает проблемы с использованием жестов в движении.
Немануальное грамматическое маркирование (движения бровей или головы) могут также распространяться на соответствующий член предложения с помощью командования составляющих.

#### Топикализация
В амслене имеется топикализация (вынесение составляющих к началу предложения), что вызывает появление разнообразных порядков слов, включая SOV и VOS. Так как каждый порядок служит выделению своей темы предложения, все они считаются допустимыми.
В нетопикализированных предложениях с порядком SVO все члены предложения воспроизводятся по очереди без пауз:

Отец + любить + сын

«Отец любит сына»
В предложениях с порядком слов OSV объект выносится в начало и маркируется кивком головы и паузой:

Сынтема, отец + любить

«Отец любит сына»

#### Копирование субъекта и нулевой субъект
Дополнительные порядки слов могут встречаться при копировании субъекта и нулевом субъекте. В первом случае субъект повторяется в начале и конце предложения, сопровождаясь кивком. Это происходит для уточнения или смыслового выделения:

Мать + любить + дочь + матьповтор

Мать любит дочь
Субъекты могут быть копированы даже в предложениях с нулевым субъектом (при этом получается порядок VOS):

Любовь + дочь + матьповтор

«Мать любит дочь»
Топикализация вместе с нулевым субъектом и копированием субъекта позволяет получить порядок OVS:

Дочьтема, любовь + матькопия

«Мать любит дочь»
Данные особенности поднимают вопрос о том, какой же порядок слов является базовым.

#### Гипотеза об альтернативном порядке слов
Хотя большинство лингвистов соглашаются с тем, что основной порядок слов в амслене — SVO, имеются альтернативные предложения, позволяющие объяснить гибкость порядка слов в нём. В частности, имеется точка зрения на то, что он имеет топикализированную структуру, и его лучше всего описывать с позиции тема-рема. В такой структуре части предложения выстраиваются согласно своей важности. Другая точка зрения — свободный порядок слов, и синтаксис выражается не через порядок слов, а через немануальные компоненты (движения бровей, положение тела).

## Комментарии
1. ↑  А именно, жестовый язык Мартас-Винъярд, хенникерский жестовый язык и сэнди-риверский жестовый язык. См. Padden (2010:11) и Lane, Pillard & French (2000:17).
2. ↑  Аббат Шарль-Мишель де л’Эпе — основатель Парижского института для глухих детей, первым высказал мысль о том. что глухих можно учить с помощью жестовых языковRuben, Robert J. Sign language: Its history and contribution to the understanding of the biological nature of language (англ.) // Acta Oto-laryngologica[англ.] : journal. — 2005. — Vol. 125, no. 5. — P. 464—467. — doi:10.1080/00016480510026287. — PMID 16092534.Padden, Carol A.[англ.]. Folk Explanation in Language Survival in: Deaf World: A Historical Reader and Primary Sourcebook, Lois Bragg, Ed (англ.). — New York: New York University Press, 2001. — P. 107—108. — ISBN 0-8147-9853-5.
3. ↑  В Мартас-Винъярд глухота была рецессивным признаком, в Хенникере она была доминантна. С одной стороны, большее количество глухих могло повлиять на развитие языка, с другой стороны, рецессивный характер глухоты в Мартас-Винъярд означал большое количество слышащих родственников у глухихLane, Pillard & French (2000:39).
4. ↑  Тем не менее, проводились опросы меньшего обхвата, в частности, Калифорнийский образовательный департамент анализировал количество использующих амслен дома учеников младших классов. См. Mitchell et al. (2006:1).
5. ↑  Сам Стоуки называл их хиремами, но этот термин в англоязычной лингвистике не прижился. См. Bahan (1996:11)